# Kazushige Ugaki
Pour les articles homonymes, voir Ugaki (homonymie).
Kazushige Ugaki (宇垣 一成), né le 9 août 1868 à Okayama dans la province de Bizen au Japon et décédé à l'âge de 87 ans le 30 avril 1956 à Izunokuni dans la préfecture de Shizuoka, est un général de l'armée impériale japonaise qui devint ministre de la Guerre puis fut le 5e directeur de l'université de Takushoku et deux fois gouverneur-général de Corée.

## Biographie
Issu d'une famille samouraï de Seto dans la province de Bizen (actuelle préfecture d'Okayama), Ugaki sort diplômé de l'académie de l'armée impériale japonaise en 1891 et de l'académie militaire en 1900.
Il est envoyé en Allemagne en tant qu'attaché militaire de 1902 à 1904 puis encore de 1906 à 1907. En 1910, il est promu colonel, puis major général en 1915, au même moment où il devint commandant de l'académie militaire de 1919 à 1921 et de la 10e division de 1921 à 1922. En 1923, Ugaki devient vice-ministre de la Guerre.

### Ministre de la Guerre et gouverneur-général de Corée
De 1924 à 1927, Ugaki est ministre de la Guerre dans les gouvernements de Kiyoura Keigo, Katō Takaaki et Reijirō Wakatsuki. Pendant son mandat, il s'efforce d'assurer la position dominante de l'armée dans la politique japonaise, craignant une perte d'influence de la marine impériale japonaise si les États-Unis devenaient l'"hypothétique ennemi n°1 national". Les plans d'Ugaki appellent à une armée en 50 divisions.
Néanmoins, malgré la vive opposition d'Ugaki, le gouvernement de Katō Takaaki continue sa politique d'austérité budgétaire (à partir du 1er mai 1925) et Ugaki est obligé de supprimer quatre divisions d'infanterie (13e, 15e, 17e et 18e division), ce qui entraînait la démobilisation d'environ 2 000 hommes. Il est aussi obligé de raccourcir la période de service des conscrits des divisions restantes. Ugaki devient par le fait extrêmement impopulaire chez les militaires, et en 1927 il accepte le poste de gouverneur-général de Corée plutôt que de continuer son mandat de ministre de la Guerre.
En 1929, Ugaki est promu général. Il redevient ministre de la Guerre dans le gouvernement d'Osachi Hamaguchi.
Ugaki devient le chef de la faction militaire Tōseiha représentant les officiers les plus conservateurs et modérés, en opposition avec la faction Kōdōha plus radicale. Plusieurs officiers revitalisent alors la Tōseiha en s'inspirant du nazisme de l'Allemagne d'Hitler.
En 1931, bien qu'Ugaki avait refusé de coopérer avec eux, il omet de sanctionner les responsables de l'incident de mars, une tentative de coup d'état de la part de jeunes officiers ultranationalistes de la Sakurakai qui voulaient le faire premier ministre. Ayant perdu le soutien de ses camarades officiers, Ugaki démissionna de l'armée et réaccepta le poste de gouverneur-général de la Corée.
Durant son second séjour en Corée, Ugaki s’efforça de construire une base industrielle dans la péninsule coréenne, en particulier dans les secteurs de l'industrie lourde et des munitions, ce qui serait très profitable dans une guerre prochaine contre la Chine qu'il considérait comme inévitable dans un avenir proche.

### Presque premier ministre
Rappelé au Japon après la chute du gouvernement de Kōki Hirota, Ugaki fut nommé premier ministre en février 1937 mais fut incapable de former un gouvernement en raison de la forte opposition de ses ennemis politiques au sein de l'armée. Après l'incident du 26 février en 1936, l'armée et la marine japonaise avaient obtenu la garantie que les prochains ministres de la Guerre et de la Marine ne seront choisis que parmi les officiers en service actif. Ugaki, bien que nommé premier ministre (et général à la retraite de son propre chef) devient persona non grata chez les chefs militaires à cause de ses actes quand il était ministre de la Guerre et pour sa réaction à l'incident de mars, en plus de ses liens supposés avec les zaibatsu du programme industriel coréen, et ils refusent de le renommer ministre de la Guerre. En conséquence, bien qu'officiellement nommé, Ugaki ne put jamais devenir premier ministre. Ce poste échut à Senjūrō Hayashi, un autre général à la retraite et membre de la faction rivale Kōdōha.
Le pouvoir de l'armée à contrôler la formation du gouvernement grâce à son droit de veto dans la nomination d'un ministre est un coup rude à l'évolution de la démocratie parlementaire au Japon et est incontestablement le facteur décisif de la suprématie de l'armée sur l'autorité civile avant et durant la Seconde Guerre mondiale.

### Suite de sa carrière
En mai 1938, Ugaki devient ministre des Affaires étrangères dans le premier gouvernement de Fumimaro Konoe, simultanément avec le portefeuille de ministre des Affaires coloniales, mais il démissionne juste après quatre mois de service.
En 1944, Ugaki quitte le monde de la politique et accepte le poste de directeur de l'université de Takushoku qu'il occupe pendant le reste de la guerre.
Après le conflit, tout comme les autres membres du gouvernement japonais, Ugaki est purgé de la fonction publique et arrêté par les forces alliées. Il n'est cependant jamais accusé de crimes de guerre et est vite relâché.
En 1953, Ugaki se porte candidat à une fonction publique nationale et est élu à la chambre des conseillers à la diète du Japon avec une écrasante majorité. Ugaki meurt en 1956 dans sa maison de campagne d'Izunokuni dans la préfecture de Shizuoka. Il est inhumé au cimetière de Tama à Fuchū.

## Source de la traduction
- (en) Cet article est partiellement ou en totalité issu de l’article de Wikipédia en anglais intitulé « Kazushige Ugaki » (voir la liste des auteurs).